# Синяя роза

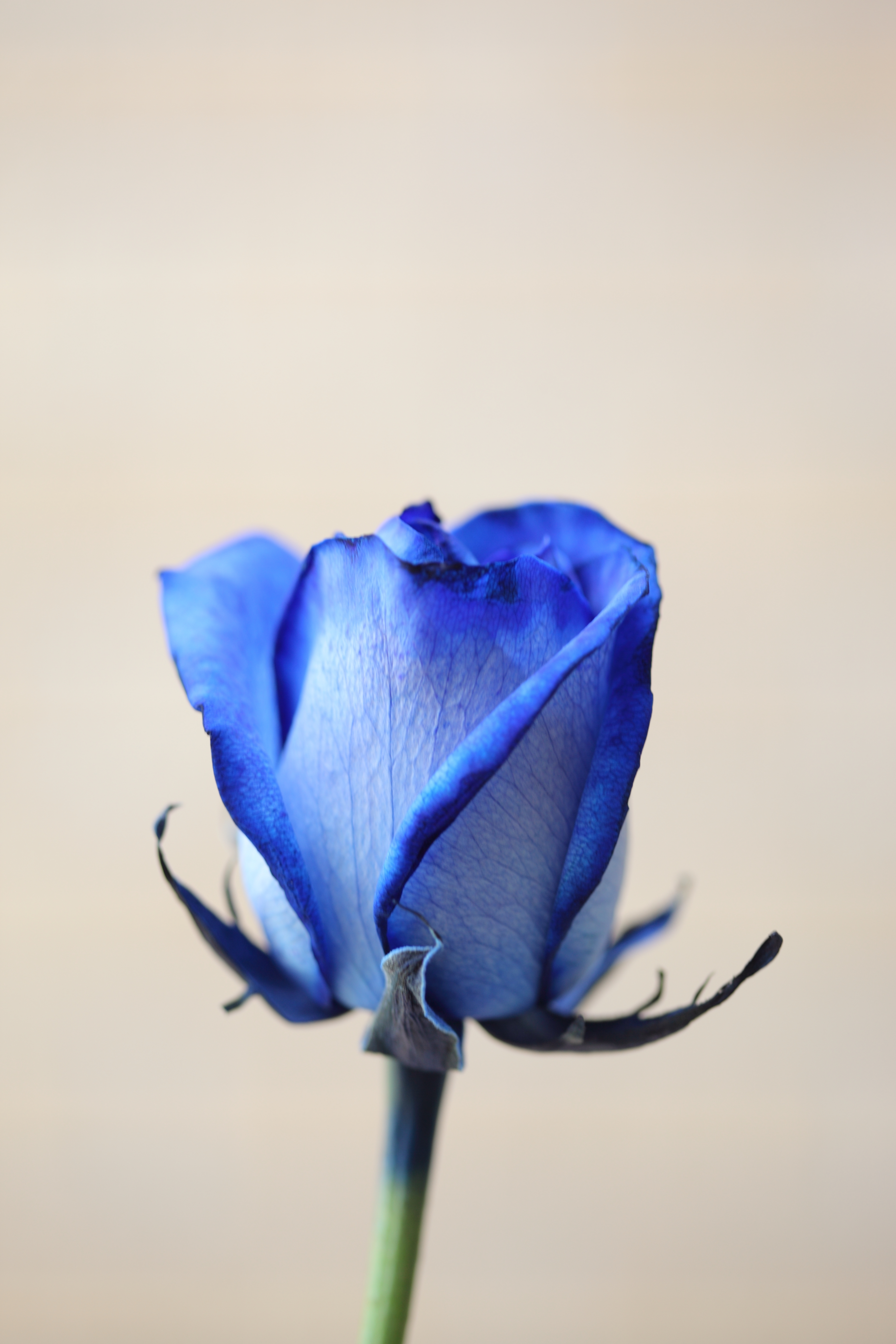
Окрашенная синяя роза

Синяя роза, голубая роза — роза с синими (голубыми, лиловыми) лепестками. В природе розы с лепестками такого окраса не встречаются, однако технология получения синих роз с помощью окрашивания известна по крайней мере с XII века. В 2004 году путём генетической модификации был получен сорт роз 'Blue Moon', содержащий пигмент дельфинидин; цветки растений этого сорта имеют лепестки лиловой окраски.
Как символ недостижимого идеала синяя роза нередко встречается в произведениях литературы и искусства.

## Окрашенные розы
В природе розы не имеют синего оттенка из-за отсутствия специфического гена, поэтому для получения синих роз традиционно применялось окрашивание. В книге раввина из Севильи, испанского писателя и поэта XII века Ибн аль-Aвама аль-Ишбили «Китаб аль-фелахах», написанной на арабском языке и переведённой на французский Дж. Дж. Климентом под названием Le Livre де l’Agriculture, имеются упоминания о розах цвета лазури, известных в то время на Востоке. Эти розы выращивали путём добавления краски в кору корней.

## Генетически модифицированные розы

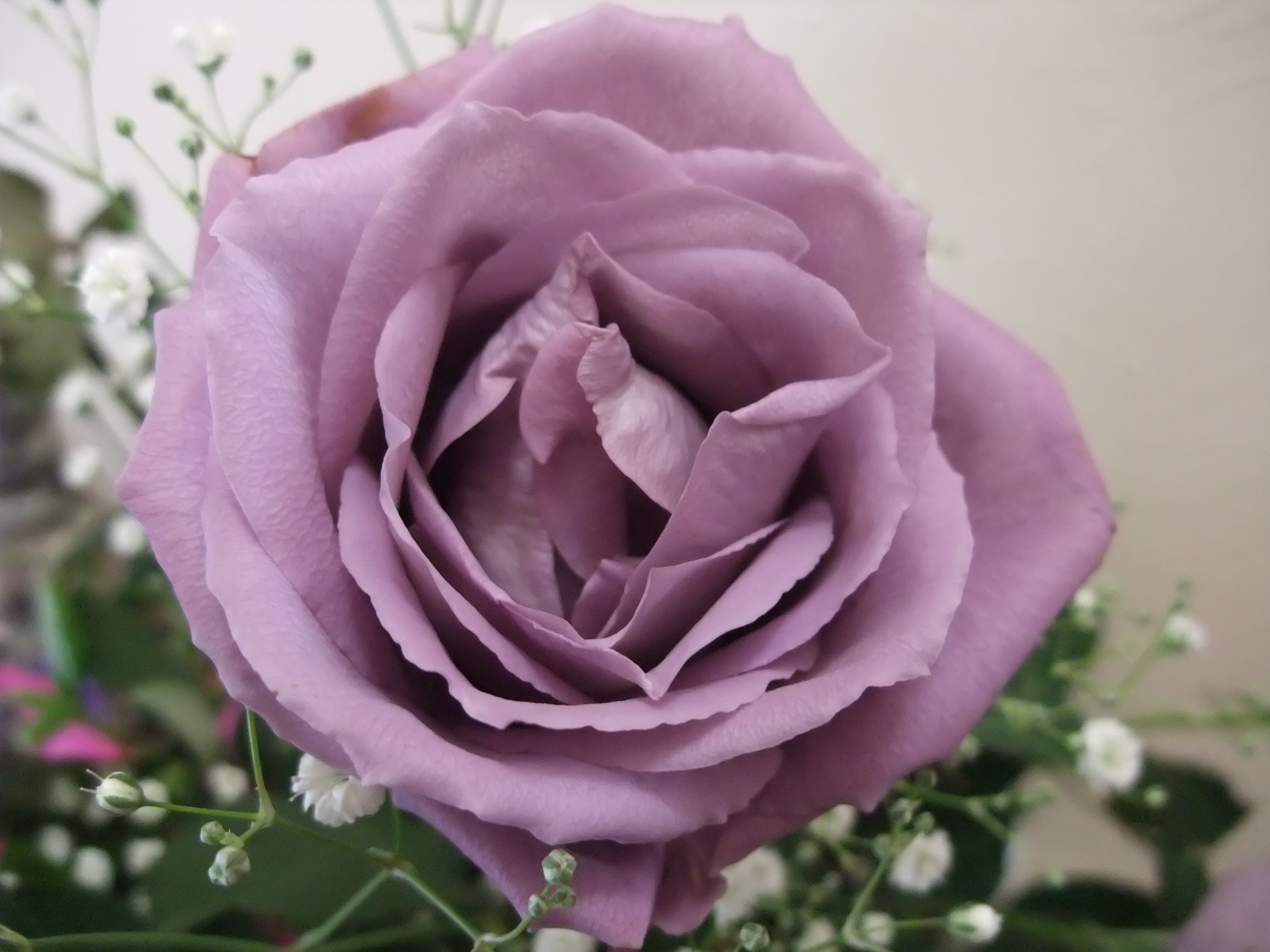
'Blue Moon' Mathias Tantau, Jr., 1964

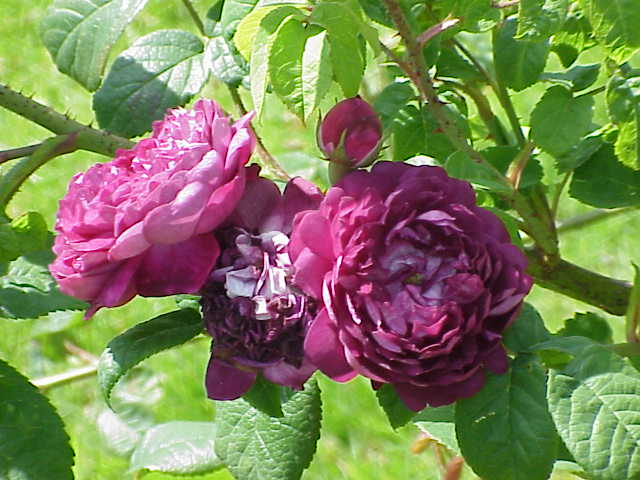
'Cardinal De Richelieu' Louis-Joseph-Ghislain Parmentier, 1847

Номинальные «синие розы» были выведены с помощью обычных методов гибридизации, но полученный в результате цвет 'Blue Moon' (на илл.) более точно описывается как оттенок сиреневого.
После тринадцати лет совместных исследований австралийской компании Florigene и японской Suntory, в 2004 году с помощью генетической модификации была создана роза, содержащая синий пигмент дельфинидин. Компания и пресса охарактеризовали её как синюю розу, имеющую цвет лаванды или бледно-лиловый оттенок.
Генетическая модификация включала в себя следующие изменения — путём добавления двух генов повлиять на другие. Сначала исследователи ввели ген синего пигмента растений — дельфинидина, имплантированный из трёхцветной фиалки в пурпурно-красную французскую розу Cardinal de Richelieu (на илл.), в результате были получены тёмно-бордовые розы. После чего была использована технология РНК-интерференции для подавления любой другой цветопередачи эндогенных генов. Блокируя белок дигидрофлавонол 4-редуктазы (DFR), являющийся ключевым в цветопроизводстве, был добавлен вариант этого же белка, не блокируемый РНК-интерференцией, но позволяющий дельфинидину отобразить его цвет. Если теория сработала бы на практике, то это могло бы привести к созданию настоящей синей розы. Однако РНК-интерференции не удалось полностью подавить белок DFR, в результате полученный цветок имел оттенок лилового. Кроме того, лепестки полученных роз имели более высокую кислотность, чем лепестки трёхцветной фиалки, из которой дельфинидин был извлечён. Как следствие, дельфинидин в лепестках трансгенных роз начал разрушаться под действием кислотности. Для дальнейшего внедрения синего цвета потребовалось создание розы с меньшим уровнем кислотности как методом традиционной селекции, так и дальнейшей генной модификацией.
В 2008 году генетически модифицированные розы были выращены в испытательных партиях в семенном учреждении Мартино Cassanova в Южном Хэмпшире. Suntory продала 10 000 синих роз в Японии в 2010 году. Цены варьировались от 2000 до 3000 йен или от 22 до 35 долларов за штуку. Продажи в Северной Америке начались с осени 2011 года.
По данным на 2014 год, реализуемый компанией Suntory Flowers сорт синих роз под торговой маркой Applause™ отсутствует у коллекционеров и не зарегистрирован. На представленных на сайте компании фотографиях изображены розы нежно-фиолетового оттенка.

## Символический смысл
В ряде культур синие розы традиционно ассоциируются с королевской кровью, таким образом голубая роза может обозначать королевское величие и великолепие. В китайском фольклоре синяя роза выступает в качестве символа недосягаемой любви.

## В современной культуре
Из-за отсутствия синих роз в природе они стали воплощением стремления достичь невозможного. В представлении некоторых народов обладатель синей розы получал возможность исполнения своих желаний. Английский поэт Редьярд Киплинг посвящал синим розам стихи. Синие розы представлены в многочисленных аниме, например, Ателье «Paradise Kiss» и Кровь+. Они были использованы в качестве символа в фильмах «Твин Пикс: Сквозь огонь» и «Багдадский вор», встречаются в одном из эпизодов серии Wedding for Disaster мультсериала «Симпсоны», затронуты в компьютерной игре Metal Gear Solid 4: Guns of the Patriots. Героиня пьесы Теннесси Уильямса «Стеклянный зверинец» Лора Вингфилд носила прозвище «Синяя Роза».
В игре Devil May Cry 4 у персонажа Неро есть двуствольный револьвер «Синяя роза» с выгравированным бутоном.
В игре DmC: Devil May Cry синяя роза является символом ангела Евы, матери Данте.
Также в игре "Ib" на синей розе держится жизнь Гарри, когда он находится в проклятой галерее. В фильме Леонида Нечаева по сценарию Георгия Полонского «Не покидай…» аромат голубой розы лишает людей возможности лгать.

### Песни
- «Blue Rosebud» группы The Residents (1978);
- «Blue Little Rose» группы Anything Box (1993);
- Песня «Синие розы» в исполнении российского коллектива Frequenz[19], являющаяся кавером на песню Доктора Албана «Long Time Ago»;
- «Синяя роза» группы Электроклуб (1987).

## Галерея

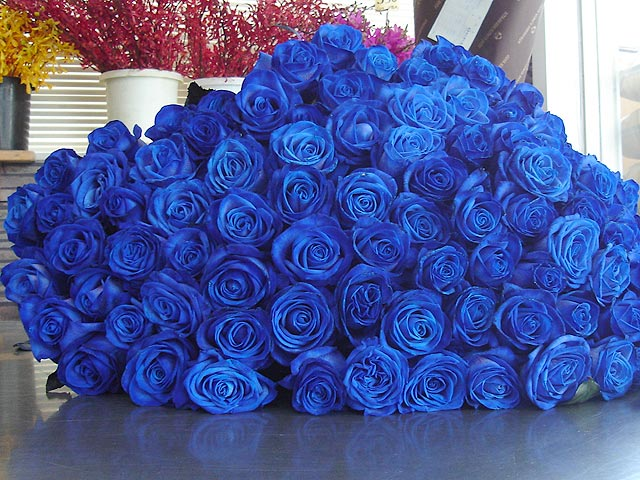
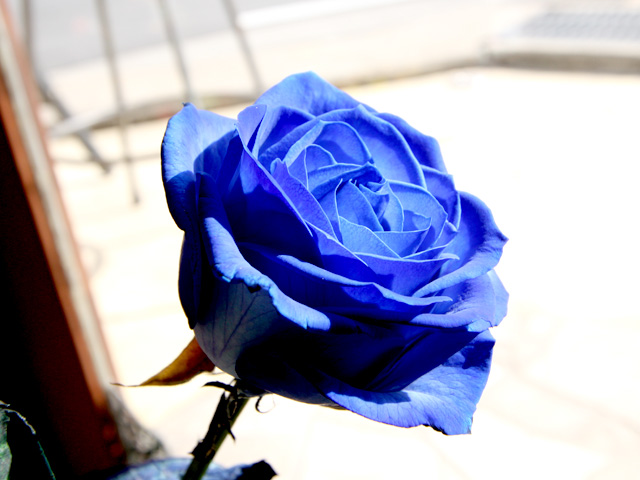
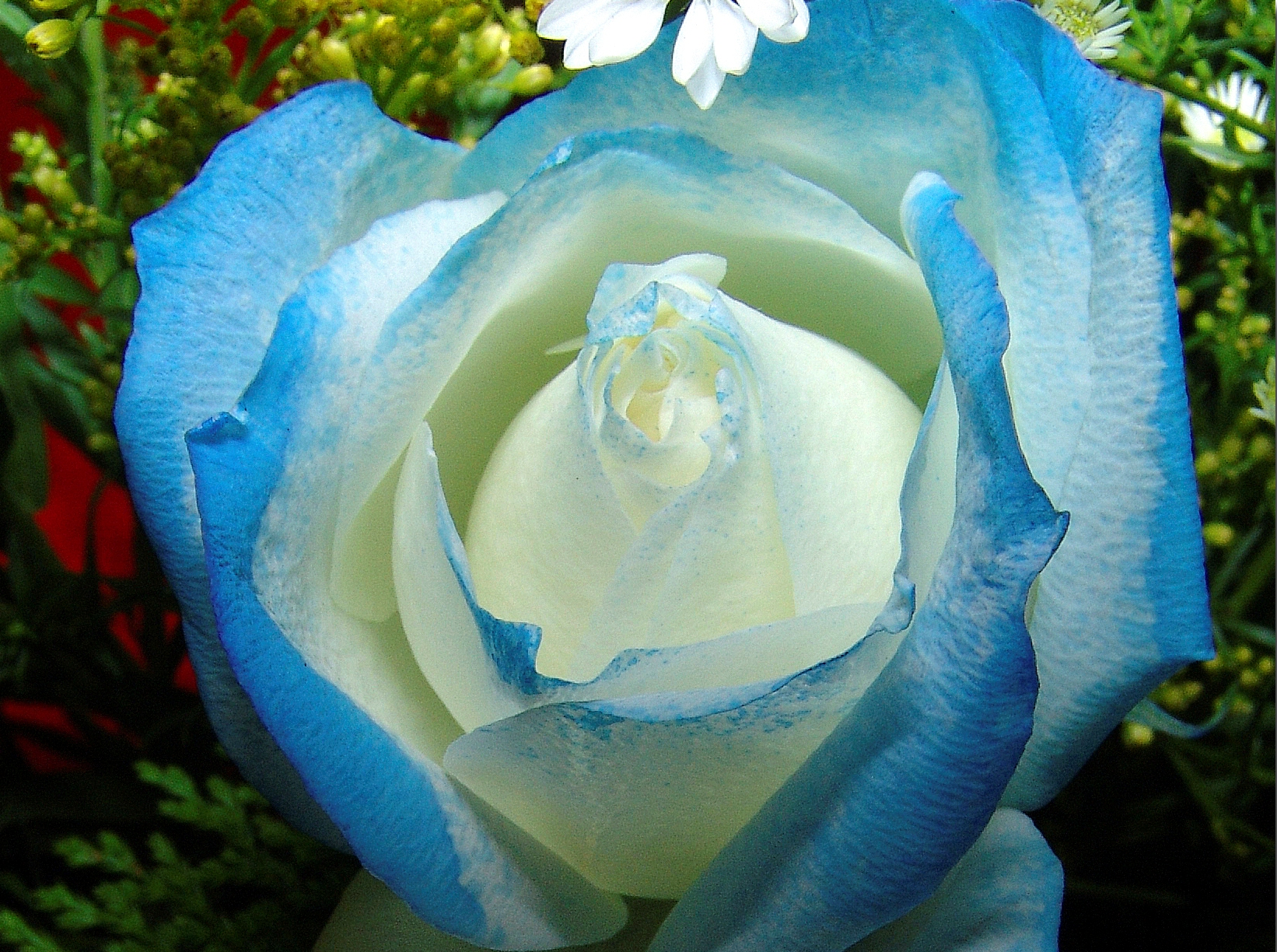
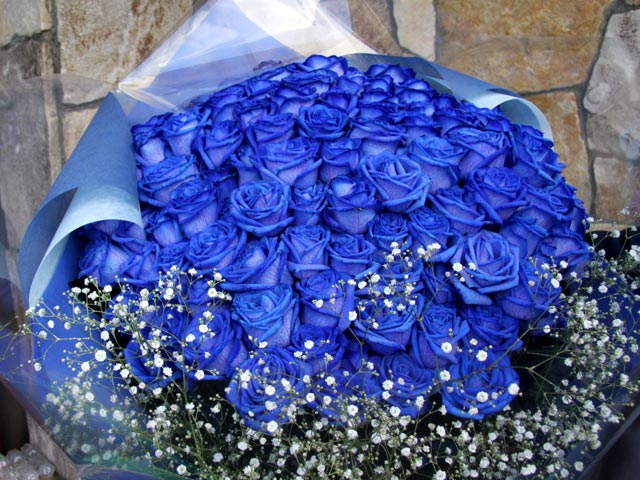

Фотографии окрашенных синих роз.